# Miss Pará 2016
Miss Pará 2016 foi a 59.ª edição do tradicional concurso de beleza feminina do Estado que tem como intuito selecionar de entre várias candidatas municipais a melhor, para que esta possa representar sua cultura e beleza no certame de Miss Brasil 2016. O evento é coordenado pelo empresário Herculano Silva desde 1979, também sob a supervisão da Band e da marca de cosméticos da Polishop, Be Emotion, empresas detentoras da etapa nacional. Os apresentadores foram o modelo Fabrício Bezerra e a jornalista Pollyana Gomes. Carolinne Ribas, detentora do título do ano anterior juntamente com Marthina Brandt a atual Miss Brasil, coroaram Fablina Paixão de Marabá ao título de mais bela, realizado no Teatro Maria Sylvia Nunes.

## Resultados

### Colocações
| Posição                 | Município e Candidata |
| Miss Pará               | - Marabá - Fablina Paixão |
| 2º. Lugar               | - Ananindeua - Mara Lima |
| 3º. Lugar               | - Salinópolis - Nathália Lago |
| 4º. Lugar               | - Ourilândia do Norte - Daniele Rabelo |
| 5º. Lugar               | - Belém - Rúbia Abati |
| (TOP 10) Semifinalistas | - Altamira - Alana Braga - Capanema - Isabele Holles - Castanhal - Thalya Moraes - Icoaraci - Juliane Abdon - Mãe do Rio - Karem Larissa              |
| (TOP 15) Semifinalistas | - Concórdia do Pará - Diana Feitosa - Novo Progresso - Glenda Brito - Redenção - Daiany Ferst - Ponta de Pedras - Suzy Danilla - Vigia - Aila Ricther |

### Premiações especiais
A Miss Voto Popular teve automaticamente o direito de figurar no Top 15.
| Premiação         | Estado e Candidata           |
| Miss Voto Popular | - Mãe do Rio - Karem Larissa |

### Desafio do look
- Elas tiveram apenas 30 segundos para montar seus looks:

| Posição   | Cidade e candidata        |
| Escolhida | - Tomé-Açu - Maria Maciel |

### Ordem dos anúncios
| 1. Ananindeua 2. Salinópolis 3. Marabá 4. Capanema 5. Redenção 6. Orilândia do Norte 7. Ponta de Pedras 8. Vigia 9. Belém 10. Icoaraci 11. Novo Progresso 12. Castanhal 13. Altamira 14. Concordia do Pará 15. Mãe do Rio | 1. Ourilândia do Norte 2. Mãe do Rio 3. Altamira 4. Marabá 5. Icoaraci 6. Capanema 7. Ananindeua 8. Belém 9. Castanhal 10. Salinópolis | 1. Ananindeua 2. Ourilândia do Norte 3. Marabá 4. Belém 5. Salinópolis |

## Programação musical
Músicas que foram tocadas durante as etapas do concurso:
- Abertura: Instrumental - Coreografia por Maurício Quintairos & Tribos Ballet.
- Desfile de Maiô: Sugar de Maroon 5
- Desfile de Biquini: What Do You Mean? de Justin Bieber
- Desfile de Gala: Get Lucky (Instrumental) de Daft Punk com Pharrell Williams.
- Despedida: Get Lucky de Daft Punk com Pharrell Williams.

## Candidatas
Competirão pelo título este ano:
| - Altamira - Alanna Braga - Ananindeua - Mara Lima - Belém - Rúbia Abati - Bragança - Crystine Vasconcelos - Capanema - Isabelle Holles - Castanhal - Thalya Moraes - Concórdia - Diana Feitosa - Icoaraci - Juliane Abdon - Mãe do Rio - Karem Larissa - Marabá - Fablina Paixão - Marituba - Jessica Medeiros | - Mocajuba - Edheyla Dutra - Mosqueiro - Jamilly Siqueira - Muaná - Letícia Cristina - Novo Progresso - Glenda Brito - Ourilândia do Norte - Daniele Rabelo - Ponta de Pedras - Suzy Danilla - Redenção - Daiany Ferst - Salinópolis - Nathália Lago - Santa Bárbara - Milena Dória - Tomé-Açu - Maria Maciel - Vigia - Aila Richter |

## Histórico
| - Itaituba - Yanka Lira - Moraes Almeida - Jéssica Pinheiro - Parauapebas - Bruna Rocha - Santa Isabel - Juliane Ferraz - Santarém - Elicka Vasconcelos - São Caetano de Odivelas - Thayla Chaves | - Benevides - Juliane Abdon representou o distrito de Icoaraci - Castanhal - Lyza Kewlly por Paula Cibele e após por Thalya Moraes - Marituba - Milena Dória por Jéssica Medeiros - Parauapebas - Carol Silva por Bruna Rocha |

## Crossovers
Candidatas em outros concursos:
| Miss Mundo Pará - 2015: Ananindeua - Mara Lima (Vencedora) - (Representando o Clube Caixaparah) - 2015: Salinópolis - Nathália Lago (2º. Lugar) - (Representando o Clube Bancrévea) - 2015: Marabá - Fablina Paixão (Semifinalista) - (Representando o município de Marabá) Miss Pará Latina - 2017: Ananindeua - Mara Lima (3°. Lugar) - (Representando o município de Belém) Miss Mundo Brasil - 2015: Ananindeua - Mara Lima (Top 20) - (Representando o Estado do Pará, em Florianópolis, SC) - 2015: Salinópolis - Nathália Lago (Top 10) - (Representando a Ilha de Marajó, em Florianópolis, SC) Miss Brasil Tur - 2014: Marabá - Fablina Paixão (Vencedora) - (Representando o Estado do Pará, em Curitiba, PR) | Miss Continentes Unidos - 2015: Salinópolis - Nathália Lago (Vencedora) - (Representando o Brasil em Guaiaquil, no Equador) Miss Summer Internacional - 2015: Marabá - Fablina Paixão (3° Lugar) - (Representando o Brasil em Barranquilla, na Colômbia) Rainha das Rainhas - 2014: Salinópolis - Nathália Lago (4°.Lugar) - (Representando o clube Paysandu) - 2015: Marabá - Fablina Paixão (11°. Lugar) - (Representando o clube Monte Líbano) - 2016: Marituba - Jessica Medeiros (15°. Lugar) - (Representando o clube ASSUBSAR) Garota Verão - 2012: Ananindeua - Mara Lima - (Representando o Pará Clube) |